# Creazzo
Creazzo est une commune italienne d'environ 11 200 habitants située dans la province de Vicence dans la région Vénétie dans le nord-est de l'Italie.

## Administration
| Période                                  | Période | Identité | Étiquette | Qualité |
| ---------------------------------------- | ------- | -------- | --------- | ------- |
|                                          |         |          |           |         |
| Les données manquantes sont à compléter. |         |          |           |         |

### Hameaux
Olmo

### Communes limitrophes
Altavilla Vicentina, Monteviale, Sovizzo, Vicence